# Carasco
Carasco település Olaszországban, Liguria régióban, Genova megyében. Lakosainak száma 3726 fő (2023. január 1.). Carasco Chiavari, Cogorno, Leivi, Mezzanego, Ne és San Colombano Certénoli községekkel határos.

## Népesség
A település népességének változása:
| Lakosok száma | 3773 | 3738 | 3726 |
|               | 2017 | 2018 | 2023 |